# Lista över fotbollsövergångar i Sverige vintern 2016/2017
Detta är en lista över fotbollsövergångar i Allsvenskan vintern 2015/2016.
Endast övergångar i Allsvenskan är inkluderade.

## Allsvenskan

### AFC Eskilstuna
| Nr | Land          | Pos | Namn                                                               |
| -- | ------------- | --- | ------------------------------------------------------------------ |
|    | Kosovo        | MF  | Anel Raskaj (från Sandnes Ulf)                                     |
|    | Sverige       | F   | Gustav Jarl (från Assyriska FF)                                    |
|    | Sverige       | F   | Daniel Björnquist (från Örebro SK)                                 |
|    | Sverige       | MV  | Tim Erlandsson (inlånad från Nottingham Forest)                    |
|    | Sverige       | F   | Ludvig Öhman (från Nagoya Grampus)                                 |
|    | Österrike     | MF  | Thomas Piermayr (från Békéscsaba)                                  |
|    | Tanzania      | A   | Thomas Ulimwengu (från Mazembe)                                    |
|    | Sverige       | MF  | Mauricio Albornoz (från Åtvidabergs FF)                            |
|    | Ghana         | MF  | Emmanuel Frimpong (från Arsenal Tula)                              |
|    | Sverige       | F   | Alexander Michel (från Syrianska FC)                               |
|    | Iran          | MV  | Alireza Haghighi (från Marítimo)                                   |
|    | Georgien      | F   | Zurab Tsiskaridze (från Teplice)                                   |
|    | Sverige       | A   | Simon Alexandersson (från Åtvidabergs FF)                          |
|    | Nederländerna | MF  | Christoff Dias de Oliveira (återvänder efter lån till IK Sleipner) |

| Nr | Land          | Pos | Namn                                                               |
| -- | ------------- | --- | ------------------------------------------------------------------ |
|    | Kosovo        | MF  | Anel Raskaj (från Sandnes Ulf)                                     |
|    | Sverige       | F   | Gustav Jarl (från Assyriska FF)                                    |
|    | Sverige       | F   | Daniel Björnquist (från Örebro SK)                                 |
|    | Sverige       | MV  | Tim Erlandsson (inlånad från Nottingham Forest)                    |
|    | Sverige       | F   | Ludvig Öhman (från Nagoya Grampus)                                 |
|    | Österrike     | MF  | Thomas Piermayr (från Békéscsaba)                                  |
|    | Tanzania      | A   | Thomas Ulimwengu (från Mazembe)                                    |
|    | Sverige       | MF  | Mauricio Albornoz (från Åtvidabergs FF)                            |
|    | Ghana         | MF  | Emmanuel Frimpong (från Arsenal Tula)                              |
|    | Sverige       | F   | Alexander Michel (från Syrianska FC)                               |
|    | Iran          | MV  | Alireza Haghighi (från Marítimo)                                   |
|    | Georgien      | F   | Zurab Tsiskaridze (från Teplice)                                   |
|    | Sverige       | A   | Simon Alexandersson (från Åtvidabergs FF)                          |
|    | Nederländerna | MF  | Christoff Dias de Oliveira (återvänder efter lån till IK Sleipner) |

| Nr | Land            | Pos | Namn                                   |
| -- | --------------- | --- | -------------------------------------- |
| 31 | USA             | MV  | Josh Wicks (till IK Sirius)            |
| 91 | Sverige         | F   | Erik Figueroa (till IF Brommapojkarna) |
| 4  | Sverige         | F   | Daniel Jarl (till IK Sirius)           |
| 85 | Sverige         | F   | Isa Demir (till Assyriska FF)          |
| 6  | Sverige         | MF  | Filip Rogic (till Örebro SK)           |
| 21 | Sverige         | MF  | Carlos Gaete (till Elverum)            |
| 1  | Sverige         | MV  | Davor Blazevic (till Assyriska FF)     |
| 2  | Brasilien       | F   | Denis Viana Da Silva (till Sisaket)    |
|    | Ghana           | F   | John Mensah (Klubb ej klar)            |
| 14 | USA             | A   | Tristan Bowen (Klubb ej klar)          |
| 27 | Marocko         | MF  | Soufiane Laghmouchi (till GVVV)        |
| 25 | Elfenbenskusten | MF  | Abdul Razak (till IFK Göteborg)        |
| 18 | Sverige         | MF  | André Österholm (till Coruxo)          |

| Nr | Land            | Pos | Namn                                   |
| -- | --------------- | --- | -------------------------------------- |
| 31 | USA             | MV  | Josh Wicks (till IK Sirius)            |
| 91 | Sverige         | F   | Erik Figueroa (till IF Brommapojkarna) |
| 4  | Sverige         | F   | Daniel Jarl (till IK Sirius)           |
| 85 | Sverige         | F   | Isa Demir (till Assyriska FF)          |
| 6  | Sverige         | MF  | Filip Rogic (till Örebro SK)           |
| 21 | Sverige         | MF  | Carlos Gaete (till Elverum)            |
| 1  | Sverige         | MV  | Davor Blazevic (till Assyriska FF)     |
| 2  | Brasilien       | F   | Denis Viana Da Silva (till Sisaket)    |
|    | Ghana           | F   | John Mensah (Klubb ej klar)            |
| 14 | USA             | A   | Tristan Bowen (Klubb ej klar)          |
| 27 | Marocko         | MF  | Soufiane Laghmouchi (till GVVV)        |
| 25 | Elfenbenskusten | MF  | Abdul Razak (till IFK Göteborg)        |
| 18 | Sverige         | MF  | André Österholm (till Coruxo)          |

### AIK
| Nr | Land                    | Pos | Namn                                               |
| -- | ----------------------- | --- | -------------------------------------------------- |
|    | Sverige                 | F   | Jesper Nyholm (från Dalkurd FF)                    |
|    | Sverige                 | MF  | Kristoffer Olsson (från Midtjylland)               |
|    | Sverige                 | MF  | Simon Thern (inlånad från Heerenveen)              |
|    | Kroatien                | F   | Stipe Vrdoljak (inlånad från Novigrad)             |
|    | Eritrea                 | A   | Henok Goitom (från San Jose Earthquakes)           |
|    | Bosnien och Hercegovina | A   | Sulejman Krpic (från Sloboda Tuzla)                |
|    | Sverige                 | A   | Daniel Mushitu Mwinkeu (Uppflyttad från U19-laget) |

| Nr | Land                    | Pos | Namn                                               |
| -- | ----------------------- | --- | -------------------------------------------------- |
|    | Sverige                 | F   | Jesper Nyholm (från Dalkurd FF)                    |
|    | Sverige                 | MF  | Kristoffer Olsson (från Midtjylland)               |
|    | Sverige                 | MF  | Simon Thern (inlånad från Heerenveen)              |
|    | Kroatien                | F   | Stipe Vrdoljak (inlånad från Novigrad)             |
|    | Eritrea                 | A   | Henok Goitom (från San Jose Earthquakes)           |
|    | Bosnien och Hercegovina | A   | Sulejman Krpic (från Sloboda Tuzla)                |
|    | Sverige                 | A   | Daniel Mushitu Mwinkeu (Uppflyttad från U19-laget) |

| Nr | Land          | Pos | Namn                                                |
| -- | ------------- | --- | --------------------------------------------------- |
| 20 | Nigeria       | MF  | Dickson Etuhu (Klubb ej klar)                       |
| 14 | Nigeria       | MF  | John Chibuike (till Hapoel Tel Aviv)                |
| 28 | Sverige       | MF  | Niclas Eliasson (till IFK Norrköping)               |
| 9  | Sverige       | A   | Marko Nikolic (till Westerlo)                       |
| 35 | Sverige       | MV  | Patrik Carlgren (till FC Nordsjælland)              |
| 19 | Irak          | MF  | Ahmed Yasin (utlånad till Muaither)                 |
| 36 | Sverige       | A   | Alexander Isak (till Borussia Dortmund)             |
| 26 | Nederländerna | F   | Jos Hooiveld (till Twente)                          |
| 17 | Ghana         | MF  | Ebenezer Ofori (till Stuttgart)                     |
| 31 | Sverige       | MF  | Christos Gravius (utlånad till Jönköpings Södra IF) |
| 18 | Sverige       | F   | Noah Sonko Sundberg (utlånad till GIF Sundsvall)    |
| 32 | Ghana         | F   | Patrick Kpozo (utlånad till Tromsö)                 |
| 23 | Sverige       | MF  | Rickson Mansiamina (utlånad till GAIS)              |

| Nr | Land          | Pos | Namn                                                |
| -- | ------------- | --- | --------------------------------------------------- |
| 20 | Nigeria       | MF  | Dickson Etuhu (Klubb ej klar)                       |
| 14 | Nigeria       | MF  | John Chibuike (till Hapoel Tel Aviv)                |
| 28 | Sverige       | MF  | Niclas Eliasson (till IFK Norrköping)               |
| 9  | Sverige       | A   | Marko Nikolic (till Westerlo)                       |
| 35 | Sverige       | MV  | Patrik Carlgren (till FC Nordsjælland)              |
| 19 | Irak          | MF  | Ahmed Yasin (utlånad till Muaither)                 |
| 36 | Sverige       | A   | Alexander Isak (till Borussia Dortmund)             |
| 26 | Nederländerna | F   | Jos Hooiveld (till Twente)                          |
| 17 | Ghana         | MF  | Ebenezer Ofori (till Stuttgart)                     |
| 31 | Sverige       | MF  | Christos Gravius (utlånad till Jönköpings Södra IF) |
| 18 | Sverige       | F   | Noah Sonko Sundberg (utlånad till GIF Sundsvall)    |
| 32 | Ghana         | F   | Patrick Kpozo (utlånad till Tromsö)                 |
| 23 | Sverige       | MF  | Rickson Mansiamina (utlånad till GAIS)              |

### BK Häcken
| Nr | Land    | Pos | Namn                                           |
| -- | ------- | --- | ---------------------------------------------- |
|    | Sverige | F   | Jakob Lindström (från Örgryte IS)              |
|    | Sverige | MV  | Jonathan Rasheed (från IFK Värnamo)            |
|    | Sverige | F   | David Engström (från IFK Värnamo)              |
|    | Sverige | MF  | Erik Friberg (från Seattle Sounders)           |
|    | Sverige | MF  | Alexander Faltsetas (från Djurgårdens IF)      |
|    | Sverige | A   | Shkodran Maholli (från Åtvidabergs FF)         |
|    | Finland | F   | Juhani Ojala (från SJK)                        |
|    | Nigeria | A   | Chisom Egbuchulam (inlånad från Enugu Rangers) |
|    | Sverige | MF  | Daleho Irandust (uppflyttad från U19-laget)    |

| Nr | Land    | Pos | Namn                                           |
| -- | ------- | --- | ---------------------------------------------- |
|    | Sverige | F   | Jakob Lindström (från Örgryte IS)              |
|    | Sverige | MV  | Jonathan Rasheed (från IFK Värnamo)            |
|    | Sverige | F   | David Engström (från IFK Värnamo)              |
|    | Sverige | MF  | Erik Friberg (från Seattle Sounders)           |
|    | Sverige | MF  | Alexander Faltsetas (från Djurgårdens IF)      |
|    | Sverige | A   | Shkodran Maholli (från Åtvidabergs FF)         |
|    | Finland | F   | Juhani Ojala (från SJK)                        |
|    | Nigeria | A   | Chisom Egbuchulam (inlånad från Enugu Rangers) |
|    | Sverige | MF  | Daleho Irandust (uppflyttad från U19-laget)    |

| Nr | Land           | Pos | Namn                                                 |
| -- | -------------- | --- | ---------------------------------------------------- |
| 14 | Sverige        | MF  | Martin Ericsson (Slutar)                             |
| 24 | Kongo-Kinshasa | MF  | René Makondele (till Gefle IF)                       |
| 29 | Sverige        | MV  | Alexander Nadj (till Utsiktens BK)                   |
| 20 | Sverige        | F   | Niclas Andersén (till GAIS)                          |
| 6  | Finland        | MF  | Rasmus Schüller (till Minnesota United)              |
| 19 | Nigeria        | A   | John Owoeri (till Baoding Rongda)                    |
| 8  | Gambia         | A   | Demba Savage (till HJK Helsingfors)                  |
| 13 | Ghana          | F   | Baba Mensah (återvänder efter lån från Inter Allies) |

| Nr | Land           | Pos | Namn                                                 |
| -- | -------------- | --- | ---------------------------------------------------- |
| 14 | Sverige        | MF  | Martin Ericsson (Slutar)                             |
| 24 | Kongo-Kinshasa | MF  | René Makondele (till Gefle IF)                       |
| 29 | Sverige        | MV  | Alexander Nadj (till Utsiktens BK)                   |
| 20 | Sverige        | F   | Niclas Andersén (till GAIS)                          |
| 6  | Finland        | MF  | Rasmus Schüller (till Minnesota United)              |
| 19 | Nigeria        | A   | John Owoeri (till Baoding Rongda)                    |
| 8  | Gambia         | A   | Demba Savage (till HJK Helsingfors)                  |
| 13 | Ghana          | F   | Baba Mensah (återvänder efter lån från Inter Allies) |

### Djurgårdens IF
| Nr | Land            | Pos | Namn                                       |
| -- | --------------- | --- | ------------------------------------------ |
|    | Sverige         | MV  | Tommi Vaiho (från GAIS)                    |
|    | Elfenbenskusten | F   | Soulymane Kone (från Ararat Jerevan)       |
|    | Senegal         | A   | Aliou Badji (från Casa Sports)             |
|    | Sverige         | MF  | Kim Källström (från Grasshopper)           |
|    | Sverige         | F   | Jonas Olsson (från West Bromwich Albion)   |
|    | Nigeria         | A   | Haruna Garba (från Dubai CSC)              |
|    | Sverige         | F   | Felix Beijmo (från IF Brommapojkarna)      |
|    | Sverige         | A   | Gustav Engvall (inlånad från Bristol City) |
|    | Sverige         | MF  | Joseph Ceesay (uppflyttad från U19-laget)  |

| Nr | Land            | Pos | Namn                                       |
| -- | --------------- | --- | ------------------------------------------ |
|    | Sverige         | MV  | Tommi Vaiho (från GAIS)                    |
|    | Elfenbenskusten | F   | Soulymane Kone (från Ararat Jerevan)       |
|    | Senegal         | A   | Aliou Badji (från Casa Sports)             |
|    | Sverige         | MF  | Kim Källström (från Grasshopper)           |
|    | Sverige         | F   | Jonas Olsson (från West Bromwich Albion)   |
|    | Nigeria         | A   | Haruna Garba (från Dubai CSC)              |
|    | Sverige         | F   | Felix Beijmo (från IF Brommapojkarna)      |
|    | Sverige         | A   | Gustav Engvall (inlånad från Bristol City) |
|    | Sverige         | MF  | Joseph Ceesay (uppflyttad från U19-laget)  |

| Nr | Land      | Pos | Namn                                                |
| -- | --------- | --- | --------------------------------------------------- |
| 12 | Norge     | MV  | Kenneth Høie (Slutar)                               |
| 6  | Sverige   | MF  | Alexander Faltsetas (till BK Häcken)                |
| 7  | Sydkorea  | MF  | Seon-Min Moon (Klubb ej klar)                       |
| 23 | Sverige   | MV  | Hampus Nilsson (till Falkenbergs FF)                |
|    | Sverige   | F   | Kevin Deeromram (till Ratchaburi Mitr Phol)         |
| 17 | Kenya     | A   | Michael Olunga (till Guizhou Hengfeng Zhicheng)     |
| 25 | Sverige   | MV  | Oscar Jonsson (utlånad till Enskede IK)             |
| 31 | Sverige   | MF  | Filip Tasic (utlånad till Arameisk-Syrianska IF)    |
| 21 | Sydafrika | MF  | Mihlali Mayambela (utlånad till Degerfors IF)       |
| 27 | Gambia    | F   | Kebba Ceesay (till Dalkurd FF)                      |
| 31 | Sverige   | F   | Marcus Enström (utlånad till Vasalunds IF)          |
| 14 | Sverige   | MF  | Besard Sabovic (utlånad till IF Brommapojkarna)     |
| 99 | Sydkorea  | MF  | Yoon Soo-Yong (till Umeå FC)                        |
| 32 | Sverige   | F   | Michael Jahn (till Karlbergs BK)                    |
| 2  | Sverige   | F   | Tim Björkström (utlånad till Östersunds FK)         |
| 10 | Norge     | MF  | Daniel Berntsen (till Vålerengen)                   |
| 13 | Sverige   | A   | Mathias Ranégie (återvänder efter lån från Watford) |

| Nr | Land      | Pos | Namn                                                |
| -- | --------- | --- | --------------------------------------------------- |
| 12 | Norge     | MV  | Kenneth Høie (Slutar)                               |
| 6  | Sverige   | MF  | Alexander Faltsetas (till BK Häcken)                |
| 7  | Sydkorea  | MF  | Seon-Min Moon (Klubb ej klar)                       |
| 23 | Sverige   | MV  | Hampus Nilsson (till Falkenbergs FF)                |
|    | Sverige   | F   | Kevin Deeromram (till Ratchaburi Mitr Phol)         |
| 17 | Kenya     | A   | Michael Olunga (till Guizhou Hengfeng Zhicheng)     |
| 25 | Sverige   | MV  | Oscar Jonsson (utlånad till Enskede IK)             |
| 31 | Sverige   | MF  | Filip Tasic (utlånad till Arameisk-Syrianska IF)    |
| 21 | Sydafrika | MF  | Mihlali Mayambela (utlånad till Degerfors IF)       |
| 27 | Gambia    | F   | Kebba Ceesay (till Dalkurd FF)                      |
| 31 | Sverige   | F   | Marcus Enström (utlånad till Vasalunds IF)          |
| 14 | Sverige   | MF  | Besard Sabovic (utlånad till IF Brommapojkarna)     |
| 99 | Sydkorea  | MF  | Yoon Soo-Yong (till Umeå FC)                        |
| 32 | Sverige   | F   | Michael Jahn (till Karlbergs BK)                    |
| 2  | Sverige   | F   | Tim Björkström (utlånad till Östersunds FK)         |
| 10 | Norge     | MF  | Daniel Berntsen (till Vålerengen)                   |
| 13 | Sverige   | A   | Mathias Ranégie (återvänder efter lån från Watford) |

### GIF Sundsvall
| Nr | Land    | Pos | Namn                                        |
| -- | ------- | --- | ------------------------------------------- |
|    | Island  | MF  | Kristinn Freyr Sigurðsson (från Valur)      |
|    | Sverige | A   | Samuel Aziz (från Huddinge IF)              |
|    | Sverige | F   | David Myrestam (från Haugesund)             |
|    | USA     | MF  | Romain Gall (från Nyköpings BIS)            |
|    | Sverige | A   | Linus Hallenius (från Helsingborgs IF)      |
|    | Sverige | MV  | William Eskelinen (från Hammarby IF)        |
|    | Finland | F   | Juho Pirttijoki (från Helsingfors IFK)      |
|    | Sverige | MF  | Jaudet Salih (från IFK Haninge)             |
|    | Sverige | F   | Noah Sonko Sundberg (inlånad från AIK)      |
|    | Spanien | MF  | David Batanero (från Sabadell)              |
|    | Spanien | F   | Carlos Gracia (från Valencia)               |
|    | Sverige | A   | Jonathan Morsay (Uppflyttad från U19-laget) |
|    | Sverige | F   | Linus Sahlin (Uppflyttad från U19-laget)    |

| Nr | Land    | Pos | Namn                                        |
| -- | ------- | --- | ------------------------------------------- |
|    | Island  | MF  | Kristinn Freyr Sigurðsson (från Valur)      |
|    | Sverige | A   | Samuel Aziz (från Huddinge IF)              |
|    | Sverige | F   | David Myrestam (från Haugesund)             |
|    | USA     | MF  | Romain Gall (från Nyköpings BIS)            |
|    | Sverige | A   | Linus Hallenius (från Helsingborgs IF)      |
|    | Sverige | MV  | William Eskelinen (från Hammarby IF)        |
|    | Finland | F   | Juho Pirttijoki (från Helsingfors IFK)      |
|    | Sverige | MF  | Jaudet Salih (från IFK Haninge)             |
|    | Sverige | F   | Noah Sonko Sundberg (inlånad från AIK)      |
|    | Spanien | MF  | David Batanero (från Sabadell)              |
|    | Spanien | F   | Carlos Gracia (från Valencia)               |
|    | Sverige | A   | Jonathan Morsay (Uppflyttad från U19-laget) |
|    | Sverige | F   | Linus Sahlin (Uppflyttad från U19-laget)    |

| Nr | Land    | Pos | Namn                                                         |
| -- | ------- | --- | ------------------------------------------------------------ |
| 9  | Sverige | A   | Johan Eklund (till IK Brage)                                 |
| 4  | Sverige | F   | Stefan Ålander (Slutar)                                      |
| 14 | Sverige | A   | Joel Enarsson (till Mjällby AIF)                             |
| 16 | Sverige | MF  | Robin Tranberg (till Dalkurd FF)                             |
| 27 | Sverige | MF  | Granit Buzuku (till IFK Timrå)                               |
| 22 | Sverige | A   | Stefan Silva (till Palermo)                                  |
| 18 | Sverige | MF  | Robbin Sellin (till IFK Mariehamn)                           |
| 1  | England | MV  | Lloyd Saxton (utlånad till Levanger)                         |
| 27 | Sverige | MF  | Mauricio Albornoz (återvänder efter lån från Åtvidabergs FF) |
| 19 | Sverige | F   | Noah Sonko Sundberg (återvänder efter lån från AIK)          |

| Nr | Land    | Pos | Namn                                                         |
| -- | ------- | --- | ------------------------------------------------------------ |
| 9  | Sverige | A   | Johan Eklund (till IK Brage)                                 |
| 4  | Sverige | F   | Stefan Ålander (Slutar)                                      |
| 14 | Sverige | A   | Joel Enarsson (till Mjällby AIF)                             |
| 16 | Sverige | MF  | Robin Tranberg (till Dalkurd FF)                             |
| 27 | Sverige | MF  | Granit Buzuku (till IFK Timrå)                               |
| 22 | Sverige | A   | Stefan Silva (till Palermo)                                  |
| 18 | Sverige | MF  | Robbin Sellin (till IFK Mariehamn)                           |
| 1  | England | MV  | Lloyd Saxton (utlånad till Levanger)                         |
| 27 | Sverige | MF  | Mauricio Albornoz (återvänder efter lån från Åtvidabergs FF) |
| 19 | Sverige | F   | Noah Sonko Sundberg (återvänder efter lån från AIK)          |

### Halmstads BK
| Nr | Land            | Pos | Namn                                                  |
| -- | --------------- | --- | ----------------------------------------------------- |
|    | Finland         | A   | Nikolai Alho (från HJK Helsingfors)                   |
|    | Japan           | A   | Kosuke Kinoshita (från Homburg)                       |
|    | Elfenbenskusten | MF  | Aboubakar Keita (inlånad från FC Köpenhamn)           |
|    | Danmark         | F   | Mads Roerslev Rasmussen (inlånad från FC Köpenhamn)   |
|    | Sverige         | MV  | Malkolm Nilsson (återvänder efter lån till Östers IF) |

| Nr | Land            | Pos | Namn                                                  |
| -- | --------------- | --- | ----------------------------------------------------- |
|    | Finland         | A   | Nikolai Alho (från HJK Helsingfors)                   |
|    | Japan           | A   | Kosuke Kinoshita (från Homburg)                       |
|    | Elfenbenskusten | MF  | Aboubakar Keita (inlånad från FC Köpenhamn)           |
|    | Danmark         | F   | Mads Roerslev Rasmussen (inlånad från FC Köpenhamn)   |
|    | Sverige         | MV  | Malkolm Nilsson (återvänder efter lån till Östers IF) |

| Nr | Land     | Pos | Namn                                                  |
| -- | -------- | --- | ----------------------------------------------------- |
| 1  | Sverige  | MV  | Stojan Lukic (till Örgryte IS)                        |
| 10 | Paraguay | MF  | Antonio Rojas (till Kristianstad FC)                  |
| 8  | Sverige  | MF  | Kristoffer Fagercrantz (Slutar)                       |
| 13 | Sverige  | F   | David Struski Persson (till Tvååkers IF)              |
| 5  | Sverige  | F   | Adrian Hallsö (till IS Halmia)                        |
| 19 | Sverige  | A   | Rasmus Wiedesheim-Paul (utlånad till Landskrona BoIS) |

| Nr | Land     | Pos | Namn                                                  |
| -- | -------- | --- | ----------------------------------------------------- |
| 1  | Sverige  | MV  | Stojan Lukic (till Örgryte IS)                        |
| 10 | Paraguay | MF  | Antonio Rojas (till Kristianstad FC)                  |
| 8  | Sverige  | MF  | Kristoffer Fagercrantz (Slutar)                       |
| 13 | Sverige  | F   | David Struski Persson (till Tvååkers IF)              |
| 5  | Sverige  | F   | Adrian Hallsö (till IS Halmia)                        |
| 19 | Sverige  | A   | Rasmus Wiedesheim-Paul (utlånad till Landskrona BoIS) |

### Hammarby IF
| Nr | Land     | Pos | Namn                                                     |
| -- | -------- | --- | -------------------------------------------------------- |
|    | Ghana    | MF  | Gershon Koffie (från New England Revolution)             |
|    | Danmark  | F   | Björn Paulsen (från Esbjerg)                             |
|    | Sverige  | MF  | Jiloan Hamad (från 1899 Hoffenheim)                      |
|    | Gabon    | MF  | Serge-Junior Martinsson Ngouali (från IF Brommapojkarna) |
|    | Kroatien | F   | Mario Musa (inlånad från Dinamo Zagreb)                  |
|    | Sverige  | MF  | Leo Bengtsson (Uppflyttad från U19-laget)                |
|    | Sverige  | F   | Marcus Degerlund (Uppflyttad från U19-laget)             |

| Nr | Land     | Pos | Namn                                                     |
| -- | -------- | --- | -------------------------------------------------------- |
|    | Ghana    | MF  | Gershon Koffie (från New England Revolution)             |
|    | Danmark  | F   | Björn Paulsen (från Esbjerg)                             |
|    | Sverige  | MF  | Jiloan Hamad (från 1899 Hoffenheim)                      |
|    | Gabon    | MF  | Serge-Junior Martinsson Ngouali (från IF Brommapojkarna) |
|    | Kroatien | F   | Mario Musa (inlånad från Dinamo Zagreb)                  |
|    | Sverige  | MF  | Leo Bengtsson (Uppflyttad från U19-laget)                |
|    | Sverige  | F   | Marcus Degerlund (Uppflyttad från U19-laget)             |

| Nr | Land       | Pos | Namn                                                     |
| -- | ---------- | --- | -------------------------------------------------------- |
| 7  | Brasilien  | A   | Alex (till Resende)                                      |
| 66 | Sverige    | F   | David Boo Wiklander (till IFK Göteborg)                  |
| 5  | Sverige    | MF  | Philip Haglund (till IK Sirius)                          |
|    | Sverige    | MF  | Petter Andersson (Slutar)                                |
| 23 | Norge      | F   | Lars Sætra (till Baoding Rongda)                         |
| 4  | Sverige    | MF  | Erik Israelsson (till Zwolle)                            |
| 24 | Sverige    | MV  | William Eskelinen (till GIF Sundsvall)                   |
| 18 | Sverige    | F   | Oliver Silverholt (utlånad till Varbergs BoIS)           |
| 27 | Sverige    | A   | Isac Lidberg (till Åtvidabergs FF)                       |
| 22 | Costa Rica | F   | Ian Smith (återvänder efter lån från Santos de Guápiles) |

| Nr | Land       | Pos | Namn                                                     |
| -- | ---------- | --- | -------------------------------------------------------- |
| 7  | Brasilien  | A   | Alex (till Resende)                                      |
| 66 | Sverige    | F   | David Boo Wiklander (till IFK Göteborg)                  |
| 5  | Sverige    | MF  | Philip Haglund (till IK Sirius)                          |
|    | Sverige    | MF  | Petter Andersson (Slutar)                                |
| 23 | Norge      | F   | Lars Sætra (till Baoding Rongda)                         |
| 4  | Sverige    | MF  | Erik Israelsson (till Zwolle)                            |
| 24 | Sverige    | MV  | William Eskelinen (till GIF Sundsvall)                   |
| 18 | Sverige    | F   | Oliver Silverholt (utlånad till Varbergs BoIS)           |
| 27 | Sverige    | A   | Isac Lidberg (till Åtvidabergs FF)                       |
| 22 | Costa Rica | F   | Ian Smith (återvänder efter lån från Santos de Guápiles) |

### IF Elfsborg
| Nr | Land       | Pos | Namn                                  |
| -- | ---------- | --- | ------------------------------------- |
|    | Montserrat | MF  | Alex Dyer (från Östersunds FK)        |
|    | Sverige    | A   | Jesper Karlsson (från Falkenbergs FF) |

| Nr | Land       | Pos | Namn                                  |
| -- | ---------- | --- | ------------------------------------- |
|    | Montserrat | MF  | Alex Dyer (från Östersunds FK)        |
|    | Sverige    | A   | Jesper Karlsson (från Falkenbergs FF) |

| Nr | Land    | Pos | Namn                                                    |
| -- | ------- | --- | ------------------------------------------------------- |
| 26 | Sverige | F   | Liridon Gashi (till Norrby IF)                          |
| 18 | Sverige | F   | Viktor Nilsson (till Norrby IF)                         |
| 24 | Sverige | A   | Viktor Götesson (utlånad till Falkenbergs FF)           |
| 16 | Sverige | MF  | Viktor Claesson (till Krasnodar)                        |
| 21 | Norge   | MF  | Henning Hauger (till Strømsgodset)                      |
| 27 | Norge   | MF  | Thomas Kind Bendiksen (återvänder efter lån från Molde) |

| Nr | Land    | Pos | Namn                                                    |
| -- | ------- | --- | ------------------------------------------------------- |
| 26 | Sverige | F   | Liridon Gashi (till Norrby IF)                          |
| 18 | Sverige | F   | Viktor Nilsson (till Norrby IF)                         |
| 24 | Sverige | A   | Viktor Götesson (utlånad till Falkenbergs FF)           |
| 16 | Sverige | MF  | Viktor Claesson (till Krasnodar)                        |
| 21 | Norge   | MF  | Henning Hauger (till Strømsgodset)                      |
| 27 | Norge   | MF  | Thomas Kind Bendiksen (återvänder efter lån från Molde) |

### IFK Göteborg
| Nr | Land            | Pos | Namn                                                 |
| -- | --------------- | --- | ---------------------------------------------------- |
|    | Sverige         | MF  | Sebastian Ohlsson (från Örgryte IS)                  |
|    | Island          | A   | Elías Már Ómarsson (från Vålerenga)                  |
|    | Sverige         | F   | David Boo Wiklander (från Hammarby IF)               |
|    | Elfenbenskusten | MF  | Abdul Razak (från AFC Eskilstuna)                    |
|    | Norge           | MF  | Henrik Björdal (inlånad från Brighton & Hove Albion) |
|    | USA             | MF  | Mikkel Diskerud (inlånad från New York City)         |
|    | Sverige         | MV  | Pontus Dahlberg (Uppflyttad från U19-laget)          |
|    | Sverige         | MF  | August Erlingmark (Uppflyttad från U19-laget)        |

| Nr | Land            | Pos | Namn                                                 |
| -- | --------------- | --- | ---------------------------------------------------- |
|    | Sverige         | MF  | Sebastian Ohlsson (från Örgryte IS)                  |
|    | Island          | A   | Elías Már Ómarsson (från Vålerenga)                  |
|    | Sverige         | F   | David Boo Wiklander (från Hammarby IF)               |
|    | Elfenbenskusten | MF  | Abdul Razak (från AFC Eskilstuna)                    |
|    | Norge           | MF  | Henrik Björdal (inlånad från Brighton & Hove Albion) |
|    | USA             | MF  | Mikkel Diskerud (inlånad från New York City)         |
|    | Sverige         | MV  | Pontus Dahlberg (Uppflyttad från U19-laget)          |
|    | Sverige         | MF  | August Erlingmark (Uppflyttad från U19-laget)        |

| Nr | Land    | Pos | Namn                                         |
| -- | ------- | --- | -------------------------------------------- |
| 14 | Island  | F   | Hjálmar Jónsson (Slutar)                     |
| 22 | Sverige | F   | Adam Johansson (Klubb ej klar)               |
| 24 | Sverige | MF  | Tom Pettersson (till Östersunds FK)          |
| 27 | Sverige | F   | Billy Nordström (utlånad till Varbergs BoIS) |
| -  | Sverige | F   | Patrick Dyrestam (till Assyriska BK)         |
| 1  | Sverige | MV  | John Alvbåge (utlånad till Minnesota United) |
| 9  | Danmark | MF  | Jakob Ankersen (till Zulte Waregem)          |
| 17 | Ghana   | MF  | Prosper Kasim (utlånad till Norrby IF)       |

| Nr | Land    | Pos | Namn                                         |
| -- | ------- | --- | -------------------------------------------- |
| 14 | Island  | F   | Hjálmar Jónsson (Slutar)                     |
| 22 | Sverige | F   | Adam Johansson (Klubb ej klar)               |
| 24 | Sverige | MF  | Tom Pettersson (till Östersunds FK)          |
| 27 | Sverige | F   | Billy Nordström (utlånad till Varbergs BoIS) |
| -  | Sverige | F   | Patrick Dyrestam (till Assyriska BK)         |
| 1  | Sverige | MV  | John Alvbåge (utlånad till Minnesota United) |
| 9  | Danmark | MF  | Jakob Ankersen (till Zulte Waregem)          |
| 17 | Ghana   | MF  | Prosper Kasim (utlånad till Norrby IF)       |

### IFK Norrköping
| Nr | Land    | Pos | Namn                                        |
| -- | ------- | --- | ------------------------------------------- |
|    | Sverige | MF  | Niclas Eliasson (från AIK)                  |
|    | Finland | A   | Simon Skrabb (från Jaro)                    |
|    | Island  | F   | Alfons Sampsted (från Breidablik)           |
|    | Island  | MF  | Gudmundur Thórarinsson (från Rosenborg)     |
|    | Island  | MF  | Arnór Sigurdsson (från Akranes)             |
|    | Sverige | MV  | Otto Martler (från Falkenbergs FF)          |
|    | Sverige | MF  | Pontus Almqvist (Uppflyttad från U17-laget) |
|    | Sverige | MV  | Julius Lindgren (Uppflyttad från U19-laget) |

| Nr | Land    | Pos | Namn                                        |
| -- | ------- | --- | ------------------------------------------- |
|    | Sverige | MF  | Niclas Eliasson (från AIK)                  |
|    | Finland | A   | Simon Skrabb (från Jaro)                    |
|    | Island  | F   | Alfons Sampsted (från Breidablik)           |
|    | Island  | MF  | Gudmundur Thórarinsson (från Rosenborg)     |
|    | Island  | MF  | Arnór Sigurdsson (från Akranes)             |
|    | Sverige | MV  | Otto Martler (från Falkenbergs FF)          |
|    | Sverige | MF  | Pontus Almqvist (Uppflyttad från U17-laget) |
|    | Sverige | MV  | Julius Lindgren (Uppflyttad från U19-laget) |

| Nr | Land    | Pos | Namn                                       |
| -- | ------- | --- | ------------------------------------------ |
| 1  | Estland | MV  | Andreas Vaikla (till IFK Mariehamn)        |
| 24 | Sverige | MF  | Gentrit Citaku (Klubb ej klar)             |
| 13 | Sverige | F   | Erik Lindell (utlånad till Degerfors IF)   |
| 27 | Sverige | MF  | Tesfaldet Tekie (till Gent)                |
| 28 | Sverige | F   | Mohanad Jeahze (utlånad till Degerfors IF) |

| Nr | Land    | Pos | Namn                                       |
| -- | ------- | --- | ------------------------------------------ |
| 1  | Estland | MV  | Andreas Vaikla (till IFK Mariehamn)        |
| 24 | Sverige | MF  | Gentrit Citaku (Klubb ej klar)             |
| 13 | Sverige | F   | Erik Lindell (utlånad till Degerfors IF)   |
| 27 | Sverige | MF  | Tesfaldet Tekie (till Gent)                |
| 28 | Sverige | F   | Mohanad Jeahze (utlånad till Degerfors IF) |

### IK Sirius
| Nr | Land    | Pos | Namn                                     |
| -- | ------- | --- | ---------------------------------------- |
|    | Sverige | MF  | Diego Montiel (från Dalkurd FF)          |
|    | Sverige | F   | Johan Eiswohld (från Ängelholms FF)      |
|    | USA     | MV  | Josh Wicks (från AFC Eskilstuna)         |
|    | Sverige | MF  | Stefano Vecchia (från IF Brommapojkarna) |
|    | Sverige | F   | Daniel Jarl (från AFC Eskilstuna)        |
|    | Sverige | MF  | Philip Haglund (från Hammarby IF)        |
|    | Nigeria | MF  | Moses Ogbu (från Jönköpings Södra IF)    |

| Nr | Land    | Pos | Namn                                     |
| -- | ------- | --- | ---------------------------------------- |
|    | Sverige | MF  | Diego Montiel (från Dalkurd FF)          |
|    | Sverige | F   | Johan Eiswohld (från Ängelholms FF)      |
|    | USA     | MV  | Josh Wicks (från AFC Eskilstuna)         |
|    | Sverige | MF  | Stefano Vecchia (från IF Brommapojkarna) |
|    | Sverige | F   | Daniel Jarl (från AFC Eskilstuna)        |
|    | Sverige | MF  | Philip Haglund (från Hammarby IF)        |
|    | Nigeria | MF  | Moses Ogbu (från Jönköpings Södra IF)    |

| Nr | Land    | Pos | Namn                                        |
| -- | ------- | --- | ------------------------------------------- |
| 6  | USA     | F   | Patrick Hopkins (till San Francisco Deltas) |
| 30 | Marocko | MV  | Karim Fegrouch (Klubb ej klar)              |
| 15 | Sverige | F   | Gustav Thörn (utlånad till Sandvikens IF)   |
| 1  | Sverige | MV  | Benny Lekström (Klubb ej klar)              |

| Nr | Land    | Pos | Namn                                        |
| -- | ------- | --- | ------------------------------------------- |
| 6  | USA     | F   | Patrick Hopkins (till San Francisco Deltas) |
| 30 | Marocko | MV  | Karim Fegrouch (Klubb ej klar)              |
| 15 | Sverige | F   | Gustav Thörn (utlånad till Sandvikens IF)   |
| 1  | Sverige | MV  | Benny Lekström (Klubb ej klar)              |

### Jönköpings Södra
| Nr | Land     | Pos | Namn                                 |
| -- | -------- | --- | ------------------------------------ |
|    | Sverige  | F   | Alexander Jallow (från IK Brage)     |
|    | Ryssland | MV  | Yevgeni Kobozev (från VPS)           |
|    | Sverige  | F   | Stefan Karlsson (från Östersunds FK) |
|    | Island   | A   | Árni Vilhjálmsson (från Lilleström)  |
|    | Sverige  | MF  | Christos Gravius (inlånad från AIK)  |

| Nr | Land     | Pos | Namn                                 |
| -- | -------- | --- | ------------------------------------ |
|    | Sverige  | F   | Alexander Jallow (från IK Brage)     |
|    | Ryssland | MV  | Yevgeni Kobozev (från VPS)           |
|    | Sverige  | F   | Stefan Karlsson (från Östersunds FK) |
|    | Island   | A   | Árni Vilhjálmsson (från Lilleström)  |
|    | Sverige  | MF  | Christos Gravius (inlånad från AIK)  |

| Nr | Land    | Pos | Namn                                               |
| -- | ------- | --- | -------------------------------------------------- |
| 16 | Sverige | F   | Viktor Rönneklev (Slutar)                          |
| 14 | Sverige | MF  | Tobias Nilsson (till Nora BK)                      |
|    | Sverige | MF  | Sebastian Holmqvist (till Assyriska FF)            |
| 29 | Sverige | A   | Pär Ericsson (till Kongsvinger)                    |
| 25 | Sverige | MV  | Damir Mehic (till GAIS)                            |
| 4  | Sverige | F   | Max Watson (utlånad till Norrby IF)                |
| 18 | Sverige | MF  | Liridon Silka (till IFK Värnamo)                   |
| 11 | Sverige | MF  | Simon Dimitrijevic (utlånad till Husqvarna FF)     |
| 20 | Sverige | A   | Markus Tegebäck (utlånad till Husqvarna FF)        |
| 10 | Nigeria | MF  | Moses Ogbu (till IK Sirius)                        |
| 22 | Sverige | A   | Pawel Cibicki (återvänder efter lån från Malmö FF) |

| Nr | Land    | Pos | Namn                                               |
| -- | ------- | --- | -------------------------------------------------- |
| 16 | Sverige | F   | Viktor Rönneklev (Slutar)                          |
| 14 | Sverige | MF  | Tobias Nilsson (till Nora BK)                      |
|    | Sverige | MF  | Sebastian Holmqvist (till Assyriska FF)            |
| 29 | Sverige | A   | Pär Ericsson (till Kongsvinger)                    |
| 25 | Sverige | MV  | Damir Mehic (till GAIS)                            |
| 4  | Sverige | F   | Max Watson (utlånad till Norrby IF)                |
| 18 | Sverige | MF  | Liridon Silka (till IFK Värnamo)                   |
| 11 | Sverige | MF  | Simon Dimitrijevic (utlånad till Husqvarna FF)     |
| 20 | Sverige | A   | Markus Tegebäck (utlånad till Husqvarna FF)        |
| 10 | Nigeria | MF  | Moses Ogbu (till IK Sirius)                        |
| 22 | Sverige | A   | Pawel Cibicki (återvänder efter lån från Malmö FF) |

### Kalmar FF
| Nr | Land    | Pos | Namn                                                          |
| -- | ------- | --- | ------------------------------------------------------------- |
|    | Sverige | MF  | Melker Hallberg (inlånad från Udinese)                        |
|    | Sverige | F   | Adel Ziarat Zadeh (återvänder efter lån till Oskarshamns AIK) |

| Nr | Land    | Pos | Namn                                                          |
| -- | ------- | --- | ------------------------------------------------------------- |
|    | Sverige | MF  | Melker Hallberg (inlånad från Udinese)                        |
|    | Sverige | F   | Adel Ziarat Zadeh (återvänder efter lån till Oskarshamns AIK) |

| Nr | Land    | Pos | Namn                                                  |
| -- | ------- | --- | ----------------------------------------------------- |
|    | Sverige | F   | Sebastian Ramhorn (utlånad till Åtvidabergs FF)       |
| 17 | Sverige | MF  | Muktar Ahmed (till Karlstads BK)                      |
| 19 | Estland | A   | Henri Anier (till Inverness Caledonian Thistle)       |
| 11 | Sverige | MF  | Jonathan Ring (till Gençlerbirliği)                   |
| 33 | Sverige | F   | Johan Ramhorn (utlånad till Åtvidabergs FF)           |
| -  | Sverige | MF  | Måns Olström (till IFK Berga)                         |
| -  | Sverige | F   | Pontus Fredriksson (till Skövde AIK)                  |
| 3  | Sverige | F   | Sebastian Starke Hedlund (utlånad till Varbergs BoIS) |
| 12 | Uganda  | A   | Lumala Abdu (utlånad till Varbergs BoIS)              |

| Nr | Land    | Pos | Namn                                                  |
| -- | ------- | --- | ----------------------------------------------------- |
|    | Sverige | F   | Sebastian Ramhorn (utlånad till Åtvidabergs FF)       |
| 17 | Sverige | MF  | Muktar Ahmed (till Karlstads BK)                      |
| 19 | Estland | A   | Henri Anier (till Inverness Caledonian Thistle)       |
| 11 | Sverige | MF  | Jonathan Ring (till Gençlerbirliği)                   |
| 33 | Sverige | F   | Johan Ramhorn (utlånad till Åtvidabergs FF)           |
| -  | Sverige | MF  | Måns Olström (till IFK Berga)                         |
| -  | Sverige | F   | Pontus Fredriksson (till Skövde AIK)                  |
| 3  | Sverige | F   | Sebastian Starke Hedlund (utlånad till Varbergs BoIS) |
| 12 | Uganda  | A   | Lumala Abdu (utlånad till Varbergs BoIS)              |

### Malmö FF
| Nr | Land    | Pos | Namn                                                          |
| -- | ------- | --- | ------------------------------------------------------------- |
|    | Danmark | F   | Lasse Nielsen (från Gent)                                     |
|    | Sverige | F   | Dennis Hadzikadunic (Uppflyttad från U19-laget)               |
|    | Sverige | A   | Pawel Cibicki (återvänder efter lån till Jönköpings Södra IF) |
|    | Uruguay | F   | Felipe Carvalho (återvänder efter lån till Falkenbergs FF)    |

| Nr | Land    | Pos | Namn                                                          |
| -- | ------- | --- | ------------------------------------------------------------- |
|    | Danmark | F   | Lasse Nielsen (från Gent)                                     |
|    | Sverige | F   | Dennis Hadzikadunic (Uppflyttad från U19-laget)               |
|    | Sverige | A   | Pawel Cibicki (återvänder efter lån till Jönköpings Södra IF) |
|    | Uruguay | F   | Felipe Carvalho (återvänder efter lån till Falkenbergs FF)    |

| Nr | Land    | Pos | Namn                                          |
| -- | ------- | --- | --------------------------------------------- |
|    | Sverige | MV  | Sixten Mohlin (utlånad till Kristianstad FC)  |
| 8  | Ghana   | MF  | Enoch Kofi Adu (till Akhisar Belediyespor)    |
| 30 | Sverige | MV  | Marko Johansson (utlånad till Trelleborgs FF) |
| 18 | Sverige | MF  | Piotr Johansson (till Gefle IF)               |
| 21 | Island  | F   | Kári Árnason (till Omonia Nicosia)            |
| 14 | Sverige | MF  | Erik Andersson (utlånad till Trelleborgs FF)  |

| Nr | Land    | Pos | Namn                                          |
| -- | ------- | --- | --------------------------------------------- |
|    | Sverige | MV  | Sixten Mohlin (utlånad till Kristianstad FC)  |
| 8  | Ghana   | MF  | Enoch Kofi Adu (till Akhisar Belediyespor)    |
| 30 | Sverige | MV  | Marko Johansson (utlånad till Trelleborgs FF) |
| 18 | Sverige | MF  | Piotr Johansson (till Gefle IF)               |
| 21 | Island  | F   | Kári Árnason (till Omonia Nicosia)            |
| 14 | Sverige | MF  | Erik Andersson (utlånad till Trelleborgs FF)  |

### Örebro SK
| Nr | Land      | Pos | Namn                                       |
| -- | --------- | --- | ------------------------------------------ |
|    | Sverige   | MF  | Filip Rogic (från AFC Eskilstuna)          |
|    | Sverige   | MF  | Johan Mårtensson (från Helsingborgs IF)    |
|    | Belgien   | A   | Yannis Mbombo (från Standard Liege)        |
|    | Ghana     | MF  | Divine Naah (inlånad från Manchester City) |
|    | Frankrike | F   | Damien Plessis (från Marítimo)             |
|    | Nigeria   | A   | Kennedy Igboananike (från Veria)           |
|    | Sverige   | MF  | Arvid Brorsson (Uppflyttad från U19-laget) |
|    | Sverige   | A   | Adam Bark (Uppflyttad från U19-laget)      |

| Nr | Land      | Pos | Namn                                       |
| -- | --------- | --- | ------------------------------------------ |
|    | Sverige   | MF  | Filip Rogic (från AFC Eskilstuna)          |
|    | Sverige   | MF  | Johan Mårtensson (från Helsingborgs IF)    |
|    | Belgien   | A   | Yannis Mbombo (från Standard Liege)        |
|    | Ghana     | MF  | Divine Naah (inlånad från Manchester City) |
|    | Frankrike | F   | Damien Plessis (från Marítimo)             |
|    | Nigeria   | A   | Kennedy Igboananike (från Veria)           |
|    | Sverige   | MF  | Arvid Brorsson (Uppflyttad från U19-laget) |
|    | Sverige   | A   | Adam Bark (Uppflyttad från U19-laget)      |

| Nr | Land    | Pos | Namn                                            |
| -- | ------- | --- | ----------------------------------------------- |
| 9  | Sverige | MF  | Martin Broberg (till Odd)                       |
| 16 | Sverige | MF  | Daniel Nordmark (till Lidköpings FK)            |
| 12 | Sverige | F   | Daniel Björnquist (till AFC Eskilstuna)         |
| 8  | Sverige | MF  | Astrit Ajdarevic (till AEK Aten)                |
| 6  | Sverige | MF  | Robert Åhman Persson (till Belenenses)          |
| 5  | Sverige | F   | Erik Moberg (till Viborg)                       |
| 45 | Sverige | F   | Carl Ekstrand Hamrén (utlånad till Västerås SK) |

| Nr | Land    | Pos | Namn                                            |
| -- | ------- | --- | ----------------------------------------------- |
| 9  | Sverige | MF  | Martin Broberg (till Odd)                       |
| 16 | Sverige | MF  | Daniel Nordmark (till Lidköpings FK)            |
| 12 | Sverige | F   | Daniel Björnquist (till AFC Eskilstuna)         |
| 8  | Sverige | MF  | Astrit Ajdarevic (till AEK Aten)                |
| 6  | Sverige | MF  | Robert Åhman Persson (till Belenenses)          |
| 5  | Sverige | F   | Erik Moberg (till Viborg)                       |
| 45 | Sverige | F   | Carl Ekstrand Hamrén (utlånad till Västerås SK) |

### Östersunds FK
| Nr | Land    | Pos | Namn                                                      |
| -- | ------- | --- | --------------------------------------------------------- |
|    | Sverige | MF  | Johan Bertilsson (från Gefle IF)                          |
|    | Sverige | MF  | Tom Pettersson (från IFK Göteborg)                        |
|    | Sverige | MF  | Darijan Bojanic (inlånad från Helsingborgs IF)            |
|    | Sverige | MF  | Ludvig Fritzson (från Degerfors IF)                       |
|    | Sverige | MV  | Andreas Andersson (inlånad från Gefle IF)                 |
|    | Sverige | F   | Tim Björkström (inlånad från Djurgårdens IF)              |
|    | Sverige | MF  | Sebastian Lundbäck (återvänder efter lån till Team TG FF) |

| Nr | Land    | Pos | Namn                                                      |
| -- | ------- | --- | --------------------------------------------------------- |
|    | Sverige | MF  | Johan Bertilsson (från Gefle IF)                          |
|    | Sverige | MF  | Tom Pettersson (från IFK Göteborg)                        |
|    | Sverige | MF  | Darijan Bojanic (inlånad från Helsingborgs IF)            |
|    | Sverige | MF  | Ludvig Fritzson (från Degerfors IF)                       |
|    | Sverige | MV  | Andreas Andersson (inlånad från Gefle IF)                 |
|    | Sverige | F   | Tim Björkström (inlånad från Djurgårdens IF)              |
|    | Sverige | MF  | Sebastian Lundbäck (återvänder efter lån till Team TG FF) |

| Nr | Land       | Pos | Namn                                                      |
| -- | ---------- | --- | --------------------------------------------------------- |
| 23 | Montserrat | MF  | Alex Dyer (till IF Elfsborg)                              |
| 5  | Etiopien   | F   | Walid Atta (till Najran)                                  |
| 11 | USA        | A   | Andrew Stadler (till Dalkurd FF)                          |
| 2  | Sverige    | F   | Stefan Karlsson (till Jönköpings Södra IF)                |
| 16 | Sverige    | MV  | Hampus Nilsson (återvänder efter lån från Djurgårdens IF) |
| 27 | Sverige    | MF  | Piotr Johansson (återvänder efter lån från Malmö FF)      |

| Nr | Land       | Pos | Namn                                                      |
| -- | ---------- | --- | --------------------------------------------------------- |
| 23 | Montserrat | MF  | Alex Dyer (till IF Elfsborg)                              |
| 5  | Etiopien   | F   | Walid Atta (till Najran)                                  |
| 11 | USA        | A   | Andrew Stadler (till Dalkurd FF)                          |
| 2  | Sverige    | F   | Stefan Karlsson (till Jönköpings Södra IF)                |
| 16 | Sverige    | MV  | Hampus Nilsson (återvänder efter lån från Djurgårdens IF) |
| 27 | Sverige    | MF  | Piotr Johansson (återvänder efter lån från Malmö FF)      |

## Övrigt
För övergångar i Superettan se Lista över fotbollsövergångar i Superettan vintern 2016/2017.